# 官仓镇 (桐梓县)
官仓镇，是中华人民共和国贵州省遵义市桐梓县下辖的一个乡镇级行政单位。

## 行政区划
官仓镇下辖以下地区：
太平社区、马孔村、公平村、楠木村、小河村、羊复村、三合村、石皇村、官仓村、曙光村、堡上村、朱天村、红旗村和人民村。